# Liste der denkmalgeschützten Objekte in Gamlitz
Die Liste der denkmalgeschützten Objekte in Gamlitz enthält die 8 denkmalgeschützten, unbeweglichen Objekte der Gemeinde Gamlitz im steirischen Bezirk Leibnitz.

## Denkmäler
| Foto |                 | Denkmal                                                                   | Standort                                     | Beschreibung | Metadaten |
| ---- | --------------- | ------------------------------------------------------------------------- | -------------------------------------------- | --- | --- |
| ja   | Datei hochladen | Schloss und Wohnhaus Gamlitz HERIS-ID: 36939 Objekt-ID: 36005             | Eckberger Weinstraße 32 Standort KG: Gamlitz | Das Schloss Gamlitz, auch Obergamlitz genannt, wurde in den Jahren 1111 bis 1131 erbaut und kam durch Schenkung des Grafen von Sponheim in den Besitz des Stiftes St. Paul im Lavanttal. Es ist als einziger von den im 16. Jahrhundert bestehenden Edelsitzen um den Ort erhalten. Im 15. Jahrhundert war das Schloss im Besitz einer Familie Seidl oder Sadl von Gamlitz, deren Mitglieder zwischen 1442 und 1446 in der Pfarrkirche begraben wurden. Danach wechselnde Besitzer, darunter im 16. Jahrhundert Ritter von Herzenskraft, um 1630 Georg Klingendrath, Eisenhändler, Stadtrichter und Bürgermeister von Graz. Im 19. Jahrhundert diente das Schloss als Kavalleriekaserne. Um 1900 kam das Schloss in den Besitz der Familie Melcher und wird heute als Hotel geführt. Die Gebäude des dreigeschoßigen Einflügelbaus stammen aus dem 17. und 18. Jahrhundert, erste Renovierung 1772. Außengestaltung erst nach 1800. Die gewölbten Räume im ersten Obergeschoß stammen aus dem 17. Jahrhundert. Im Keller befindet sich eine Galerie.                | BDA-Hist.: Q2241137 Status: Bescheid Stand der BDA-Liste: 2025-06-30 Name: Schloss und Wohnhaus Gamlitz GstNr.: .1 Schloss Gamlitz               |
| ja   | Datei hochladen | Mesnerhaus HERIS-ID: 68674 Objekt-ID: 81707                               | Kirchengasse 2 Standort KG: Gamlitz          | | BDA-Hist.: Q38120344 Status: § 2a Stand der BDA-Liste: 2025-06-30 Name: Mesnerhaus GstNr.: .25/1                                                 |
| ja   | Datei hochladen | Kreuzkapelle HERIS-ID: 68668 Objekt-ID: 81701                             | bei Kirchengasse 2 Standort KG: Gamlitz      | Von dem ehemaligen halbrunden Karner sind noch ein mit 1551 datiertes Fenster und die Außenkanzel erhalten. Um die Mitte des 18. Jahrhunderts wurde das Gebäude in die jetzige Form gebracht. 1979 restauriert. | BDA-Hist.: Q38120315 Status: § 2a Stand der BDA-Liste: 2025-06-30 Name: Kreuzkapelle GstNr.: .24                                                 |
| ja   | Datei hochladen | Kath. Pfarrkirche hll. Petrus und Paulus HERIS-ID: 51069 Objekt-ID: 56631 | bei Kirchengasse 2 Standort KG: Gamlitz      | Das gotische Kirchengebäude wurde im Barock und erneut im 19. Jahrhundert verändert. An das zweijochige Schiff schließt der dreijochige Chor mit 3/8-Schluss, zweibahnigen Maßwerkfenstern und abgetreppten Strebepfeilern an. Im Süden ist eine Kapelle mit Halbkreisschluss angesetzt; die Nordkapelle entstand 1729 durch Georg Schmerlaib. Die gemauerte Westempore ist durch eine neobarocke Holzbrüstung abgeschlossen. Im Westen befindet sich der gedrungene Turm mit Zeltdach sowie das verstäbte Spitzbogenportal mit dem Relief einer Pietà von Jakob Gschiel (1873) im Tympanon. Der neugotische Hochaltar stammt aus dem vierten Viertel des 19. Jahrhunderts, der Johannes-Nepomuk-Altar der Nordkapelle sowie der Marienaltar der Südkapelle aus der Zeit um 1730. Der achtseitige, teilweise eingemauerte achteckige Taufstein mit Wappen und Weinrankenornament wurde Ende des 16. Jahrhunderts geschaffen. An der Außenwand befinden sich Grabsteine aus dem ersten Viertel des 17. Jahrhunderts sowie Römersteine aus dem 1. und 2. Jahrhundert. | BDA-Hist.: Q38043537 Status: § 2a Stand der BDA-Liste: 2025-06-30 Name: Kath. Pfarrkirche hll. Petrus und Paulus GstNr.: .24 Pfarrkirche Gamlitz |
| ja   | Datei hochladen | Kriegerdenkmal HERIS-ID: 68671 Objekt-ID: 81704                           | Marktplatz Standort KG: Gamlitz              | In der Mitte des Kriegerdenkmals befindet sich ein 1914 errichteter Gedenkstein an die Batterie der Toten von Königgrätz (bezeichnet mit 3. Juli 1866). | BDA-Hist.: Q38120336 Status: § 2a Stand der BDA-Liste: 2025-06-30 Name: Kriegerdenkmal GstNr.: 967/3 Kriegerdenkmal Gamlitz                      |
| ja   | Datei hochladen | Figurenbildstock Erzengel Michael HERIS-ID: 68660 Objekt-ID: 81693        | bei Marktplatz 39 Standort KG: Gamlitz       | Die Figur stammt aus dem zweiten Viertel des 18. Jahrhunderts. Anmerkung: Im Dehio als „Schutzengelgruppe“ erwähnt | BDA-Hist.: Q38120272 Status: § 2a Stand der BDA-Liste: 2025-06-30 Name: Figurenbildstock Erzengel Michael GstNr.: 967/1                          |
| ja   | Datei hochladen | Bildstock HERIS-ID: 68726 Objekt-ID: 81760                                | Standort KG: Gamlitz                         | | BDA-Hist.: Q38120443 Status: § 2a Stand der BDA-Liste: 2025-06-30 Name: Bildstock GstNr.: 257/3                                                  |
| ja   | Datei hochladen | Bildstock HERIS-ID: 68727 Objekt-ID: 81761                                | Standort KG: Gamlitz                         | | BDA-Hist.: Q38120451 Status: § 2a Stand der BDA-Liste: 2025-06-30 Name: Bildstock GstNr.: 952/4                                                  |

## Ehemalige Denkmäler
| Foto |                 | Denkmal                                           | Standort                            | Beschreibung | Metadaten                                                                                      |
| ---- | --------------- | ------------------------------------------------- | ----------------------------------- | --- | ---------------------------------------------------------------------------------------------- |
| ja   | Datei hochladen | Pfarrhof HERIS-ID: 51068 Objekt-ID: 56630bis 2020 | Kirchengasse 1 Standort KG: Gamlitz | Der Pfarrhof hat einen barocken Kern, wurde laut Inschrift über dem Portal 1830 erweitert und zeigt hofseitig Pfeilerarkaden. Ein eingemauerter Wappenstein mit Inschrift erinnert an den Erbauer Johann Georg Nidereger. 1978 restauriert. | BDA-Hist.: Q38043526 Status: § 2a Stand der BDA-Liste: 2020-02-29 Name: Pfarrhof GstNr.: .25/2 |